# Campeonato Femenino Sub-20 de la OFC 2022
El Campeonato Femenino Sub-20 de la OFC 2022 será la décima edición de dicho torneo. Se disputará en abril de 2022. 
El torneo estaba originalmente programado para celebrarse en julio de 2021.
Sin embargo, la OFC anunció el 4 de marzo de 2021 que se había pospuesto debido a la pandemia de COVID-19, a la espera de la confirmación de la FIFA de las fechas de la Copa Mundial Femenina de Fútbol Sub-20 de 2022.

El 4 de junio de 2021, la OFC anunció que el torneo había sido reprogramado para abril de 2022, además, de producirse el cambio de nombre del torneo de Campeonato Femenino Sub-20 de la OFC 2021 a Campeonato Femenino Sub-20 de la OFC 2022.
La ganadora del torneo se clasificará para la Copa Mundial Femenina de Fútbol Sub-20 de 2022 en Costa Rica como representante de la OFC.

## Clasificada
Selección clasificada a la Copa Mundial Femenina de Fútbol Sub-20 de 2022
| Bandera de ? |
| TBD          |